# تپه ورگنبد ۱
تپه ورگنبد ۱ مربوط به مفرغ است و در شهرستان دالاهو، بخش مرکزی، دهستان حومه، بافت روستای ورگنبد واقع شده و این اثر در تاریخ ۲۷ اسفند ۱۳۸۶ با شمارهٔ ثبت ۲۲۴۵۷ به‌عنوان یکی از آثار ملی ایران به ثبت رسیده است.